# Williams FW14
Williams FW14 — гоночный автомобиль команды Canon Williams Team, участвовавший в чемпионате мира Формулы-1 сезона 1991 года. Модифицированная версия, получившая индекс FW14B, принимала участие в сезоне 1992 года.
Многими специалистами признаётся лучшим гоночным автомобилем Формулы-1 команды Williams за всю историю, и одним из лучших болидов Ф1 как 1990-х годов, так и вообще Формулы-1.

## История

### FW14
К сезону 1991 года перешедший в Williams из Leyton House Эдриан Ньюи и главный конструктор Патрик Хэд разработали совершенно новый автомобиль FW14, в отличие от своих прямых конкурентов, McLaren и Ferrari (последние подготовили модифицированные версии предыдущих моделей). В Williams приняли решение использовать в конструкции приподнятую носовую часть, но переднее крыло осталось прямым, с небольшим изгибом в месте его крепления. На максимальной скорости автомобиль генерировал прижимную силу в 1,7 тонн, половина которой приходилась на переднее и заднее антикрыло, а оставшаяся часть производилась за счёт диффузора в задней части днища. Максимально зарегистрированное поперечное ускорение — 4g. За рулём FW14 в 1991 году Найджел Мэнселл выиграл пять гонок, а его напарник, Риккардо Патрезе, ещё две.
Несмотря на 7 побед в сезоне, команда уступила McLaren первое место в Кубке конструкторов, а Мэнселл — чемпионский титул Айртону Сенне. FW14 стала самой быстрой машиной в пелотоне лишь в середине сезона, на старте и были потеряны очки, которых не хватило для борьбы за титулы в 1991 году.

### FW14B
На следующий год появилась модернизированная версия FW14B. Williams FW14B имела эффективную аэродинамику: по бокам переднего крыла FW14B применялись удлинённые дефлекторы; направляя воздушный поток мимо передних колёс, они уменьшали тем самым сопротивление при движении на высоких скоростях. Передняя часть машины была приподнята, за счёт этого в область днища поступало больше воздуха и производилась дополнительная прижимная сила. В 1992 году в Williams использовали полуавтоматические коробки передач. Применение в конструкции FW14B коробок передач такого типа косвенно способствовало улучшению аэродинамики монокока: благодаря расположению переключателей на рулевом колесе освободилось место традиционно располагавшегося на полу рычага переключения передач.
Williams стала единственной командой чемпионата, использовавшей во всех Гран-при сезона управляемую с помощью электроники активную подвеску, устройство, обеспечивавшее постоянство расстояния между полотном гоночной трассы и днищем автомобиля. Конкуренты не смогли успешно реализовать такое техническое решение, Ferrari использовала активную подвеску только на двух завершающих сезон Гран-при, а в McLaren — только во время тренировок, предваряющих Гран-при Италии. Кроме того, Williams оснастила FW14 электронной антипробуксовочной системой, позволявшей более эффективно стартовать и ускоряться на выходе из медленных поворотов.
До середины сезона на FW14B устанавливали двигатель Renault RS3B V10, после Гран-при Венгрии в Williams стали использовать модернизированную версию, Renault RS4. Десятицилиндровый двигатель Renault RS4 имел уменьшенный с 72° до 67° угол развала и, по сравнению предыдущей версией мотора, раскручивался на 1000 об/мин больше.
Благодаря всем технологиям болид имел подавляющее преимущество над соперниками. В квалификации Мэнселл и Патрезе выигрывали по 2-3, а иногда и по 5 секунд на круге. FW14B считается одним из самых технологически продвинутых автомобилей в истории Формулы-1. Он позволил Мэнселлу стать Чемпионом мира, а команде завоевать Кубок конструкторов с
огромным преимуществом.

## Результаты в гонках
| Легенда к таблице |                                                                    |
| --- | ------------------------------------------------------------------ |
| В таблице перечислены результаты всех Гран-при Формулы-1, в которых использовался автомобиль. Строками таблицы являются сезоны, столбцами — этапы чемпионата мира. В каждой клетке указаны сокращённое название этапа и результат, дополнительно обозначенный цветом. Расшифровка обозначений и цветов представлена в нижеследующей таблице. |                                                                    |
| \| Пример \| Описание \| \| ------------ \| ------------------------------------------------------------------ \| \| 1 \| Победитель \| \| 2 \| Второе место \| \| 3 \| Третье место \| \| 5 \| Финишировал, заработав очки \| \| Сход \| Не финишировал, но при этом заработал очки \| \| 12 \| Финишировал, не получив очков \| \| НКЛ \| Финишировал, но не попал в финальную классификацию \| \| 15 \| Участвовал вне зачёта, либо по отдельной классификации \| \| 18 \| Не финишировал, но попал в финальную классификацию \| \| Сход \| Не финишировал \| \| НКВ \| Не прошёл квалификацию \| \| НПКВ \| Не прошёл предквалификацию \| \| ДСК \| Дисквалифицирован \| \| ИСК \| Исключён из протокола соревнований \| \| ТТ \| Заявлен для участия только в тренировках \| \| НС \| Участвовал в квалификации, но не стартовал в гонке \| \| Т \| Травмирован или болен \| \| ОТК \| Отказ от участия \| \| НТР \| Прибыл на соревнования, но на трассу не выезжал \| \| НПР \| Был заявлен в числе участников, но не прибыл к началу соревнований \| \| О \| Соревнования отменены \| \| \| Не участвовал \| \| Поул-позиция \| \| \| Быстрый круг \| \| |                                                                    |
| Пример | Описание                                                           |
| 1 | Победитель                                                         |
| 2 | Второе место                                                       |
| 3 | Третье место                                                       |
| 5 | Финишировал, заработав очки                                        |
| Сход | Не финишировал, но при этом заработал очки                         |
| 12 | Финишировал, не получив очков                                      |
| НКЛ | Финишировал, но не попал в финальную классификацию                 |
| 15 | Участвовал вне зачёта, либо по отдельной классификации             |
| 18 | Не финишировал, но попал в финальную классификацию                 |
| Сход | Не финишировал                                                     |
| НКВ | Не прошёл квалификацию                                             |
| НПКВ | Не прошёл предквалификацию                                         |
| ДСК | Дисквалифицирован                                                  |
| ИСК | Исключён из протокола соревнований                                 |
| ТТ | Заявлен для участия только в тренировках                           |
| НС | Участвовал в квалификации, но не стартовал в гонке                 |
| Т | Травмирован или болен                                              |
| ОТК | Отказ от участия                                                   |
| НТР | Прибыл на соревнования, но на трассу не выезжал                    |
| НПР | Был заявлен в числе участников, но не прибыл к началу соревнований |
| О | Соревнования отменены                                              |
| | Не участвовал                                                      |
| Поул-позиция |                                                                    |
| Быстрый круг |                                                                    |

| Сезон | Шасси          | Двигатель                  | Ш | # | Пилоты  | 1    | 2    | 3    | 4    | 5   | 6   | 7    | 8    | 9   | 10  | 11   | 12   | 13   | 14   | 15   | 16   | Место | Очки |
| ----- | -------------- | -------------------------- | - | - | ------- | ---- | ---- | ---- | ---- | --- | --- | ---- | ---- | --- | --- | ---- | ---- | ---- | ---- | ---- | ---- | ----- | ---- |
| 1991  | Williams FW14  | Renault RS3 V10 3,5        | G |   |         | США  | БРА  | САН  | МОН  | КАН | МЕК | ФРА  | ВЕЛ  | ГЕР | ВЕН | БЕЛ  | ИТА  | ПОР  | ИСП  | ЯПО  | АВС  | 2     | 125  |
| 1991  | Williams FW14  | Renault RS3 V10 3,5        | G | 5 | Мэнселл | Сход | Сход | Сход | 2    | 6   | 2   | 1    | 1    | 1   | 2   | Сход | 1    | ДСК  | 1    | Сход | 2    | 2     | 125  |
| 1991  | Williams FW14  | Renault RS3 V10 3,5        | G | 6 | Патрезе | Сход | 2    | Сход | Сход | 3   | 1   | 5    | Сход | 2   | 3   | 5    | Сход | 1    | 3    | 3    | 5    | 2     | 125  |
| 1992  | Williams FW14B | Renault RS3C (RS4) V10 3,5 | G |   |         | ЮАР  | МЕК  | БРА  | ИСП  | САН | МОН | КАН  | ФРА  | ВЕЛ | ГЕР | ВЕН  | БЕЛ  | ИТА  | ПОР  | ЯПО  | АВС  | 1     | 164  |
| 1992  | Williams FW14B | Renault RS3C (RS4) V10 3,5 | G | 5 | Мэнселл | 1    | 1    | 1    | 1    | 1   | 2   | Сход | 1    | 1   | 1   | 2    | 2    | Сход | 1    | Сход | Сход | 1     | 164  |
| 1992  | Williams FW14B | Renault RS3C (RS4) V10 3,5 | G | 6 | Патрезе | 2    | 2    | 2    | Сход | 2   | 3   | Сход | 2    | 2   | 8   | Сход | 3    | 5    | Сход | 1    | Сход | 1     | 164  |